# Nghịch từ
Các chất nghịch từ là các chất không có mômen từ (tổng vecto từ quỹ đạo và từ spin của toàn bộ điện tử bằng 0). Khi đặt vào từ trường ngoài trong các phân tử sẽ xuất hiện dòng điện phụ và tạo ra từ trường phụ ngược chiều từ trường ngoài theo xu hướng cảm ứng điện từ (hiệu ứng vật lý lượng tử). Cho nên chất liệu nào cũng phát sinh nghịch từ khi từ trường tác dụng nhưng trong đa số chất liệu hiệu ứng nghịch từ rất nhỏ và khó phát hiện. Chỉ trong chất siêu dẫn điện thì hiệu ứng này mới mạnh.
Do đó độ thẩm điện môi của môi trường μ < 1, độ cảm từ χ < 0.
Các chất nhóm này là các khí hiếm như: I, He, Ne, Ar, Kr,...và các ion có các lớp electron giống khí hiếm. Nhiều kim loại như: Bi, Zn, Ag, Cu, Pb, và 1 số́ chất khác như C, NaCl, SiO2, S, H2O.